# Korg Triton
| Korg Triton Classic      | Korg Triton Classic |
| Allgemeines              | Allgemeines |
| ------------------------ | --- |
| Name                     | Triton |
| Hersteller               | KORG |
| Klangsynthese            | HI-Synthese (16 Bit / 48 kHz) |
| Zeitraum                 | 1999–2005 (Software Synth 2019) |
| Preis (Erscheinungsjahr) | Triton Classic (1999): ca. 2100 € Triton Extreme 61 (2005): ca. 1900 € Triton Extreme 76 (2004): ca. 2200 € Triton Extreme 88 (2005): ca. 2600 € Triton LE (2002): ca. 1100 € Triton Pro (1999): ca. 2500 € Triton Pro X (1999): ca. 2800 € Triton Rack (2000): ca. 2100 € Triton Studio 61 (2002): ca. 2700 € Triton Studio 88 (2002): ca. 3500 € Triton Software Instrument (2019): ca. 200 € |
| Eigenschaften            | |
| Polyphonie               | 62 Stimmen |
| Multitimbral             | ja |
| Tasten                   | 61 / 76 / 88 Tasten, anschlagdynamisch mit Aftertouch (Multi-, Layer-, Split-Modus) |
| Int. Spielhilfen         | Pitch-, Modulationsjoystick, 4 Realtime Controller, Ribbon Controller (Classic, Studio, Extreme) |
| Schnittstelle(n)         | MIDI, USB (Extreme, TR), SCSI (optional) |
| Sequenzer                | 16 Spuren, Auflösung 1/192, ca. 100.000 Events |
| ROM                      | 32 MB (Classic, LE, Rack), 48 MB (Studio), 64 MB (TR), 160 MB (Extreme) |
| RAM                      | 16–96 MB (je nach Modell) |
| Ext. Speicher            | 3,5″-Diskette (Classic, Rack, Studio), Smart Media (LE), Secure Digital (TR), USB-Speicher (Extreme) |

Die Korg Triton war die zwischen den Jahren 1999 und 2005 gebaute Flagship-Workstation von Korg mit integriertem Synthesizer, Sampler, Effektgeräten und Sequenzer.
Sie war der unmittelbare Nachfolger der sehr erfolgreichen Korg Trinity, die seit 1995 angeboten wurde. Als Tongenerator benutzt sie die HI-Synthese. Diese Workstation gab es in verschiedenen Versionen und mit diversen Aufrüstungsmöglichkeiten. Unmittelbarer Nachfolger der Korg Triton war das Korg OASYS (2005–2011). Die Serie wird mit der seit 2011 eingeführten Flagship-Workstation Kronos aus dem Hause Korg fortgesetzt.
Bekannte Künstler, die mit dem Korg Triton arbeiteten, sind Tuomas Holopainen von der Band Nightwish und Mike Shinoda von der Band Linkin Park, sowie David Paich von Toto.

## Versionen
- Korg Triton Classic (1999)
- Korg Triton Rack (2000), Soundmodul der Triton-Serie
- Korg Triton LE (2002), einfachere Version des Triton Classic ohne Touchscreen, Ribbon Controller und Sampler. Letzterer konnte jedoch nachgerüstet werden.
- Korg Triton Studio (2002)
- Korg Triton Extreme (2004), Nachfolger des Triton Classic, mit Valve Force, einer ECC83-Elektronenröhre zur Klangbeeinflussung
- Korg TR (2006), Nachfolger des Triton LE
- Korg Collection for Mac/Win: Triton (2019), Software-Instrument inkl. Sounds der Erweiterungs-Boards[1]

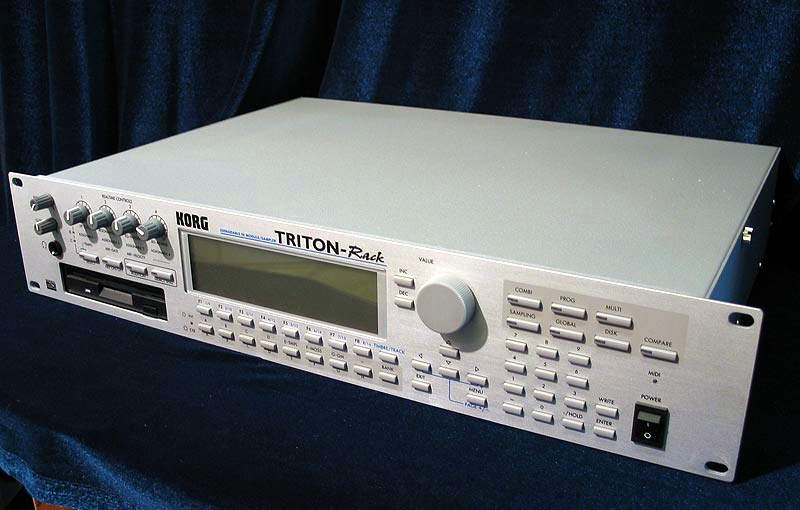
Korg Triton Rack
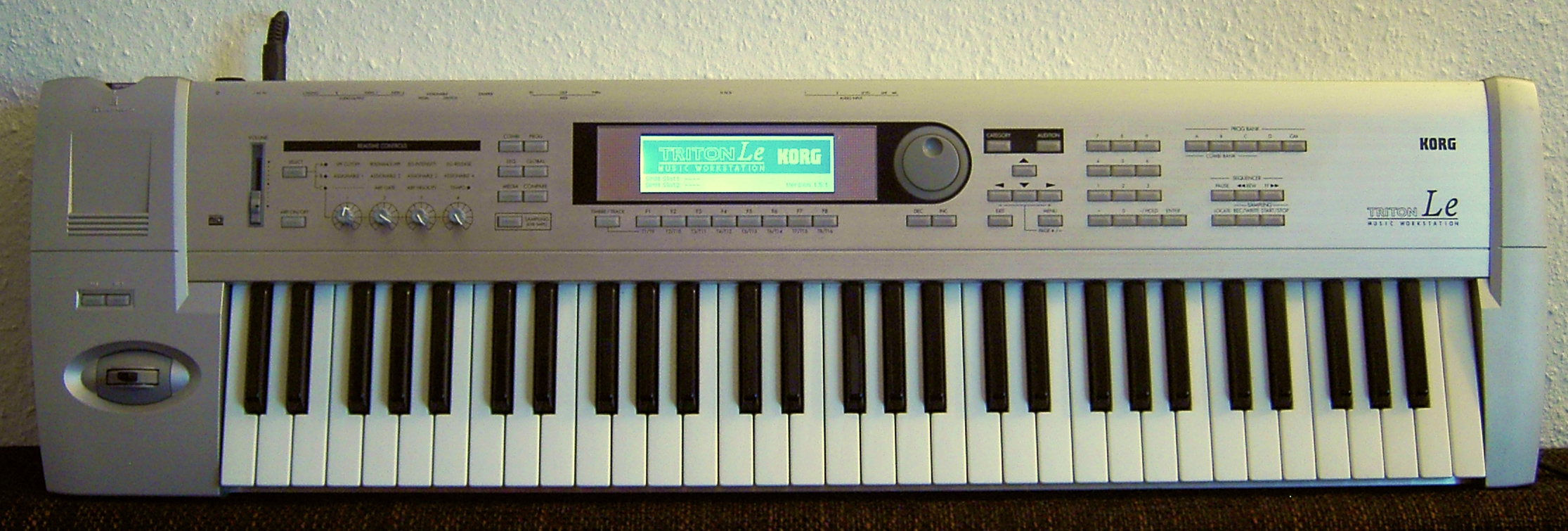
Korg Triton LE
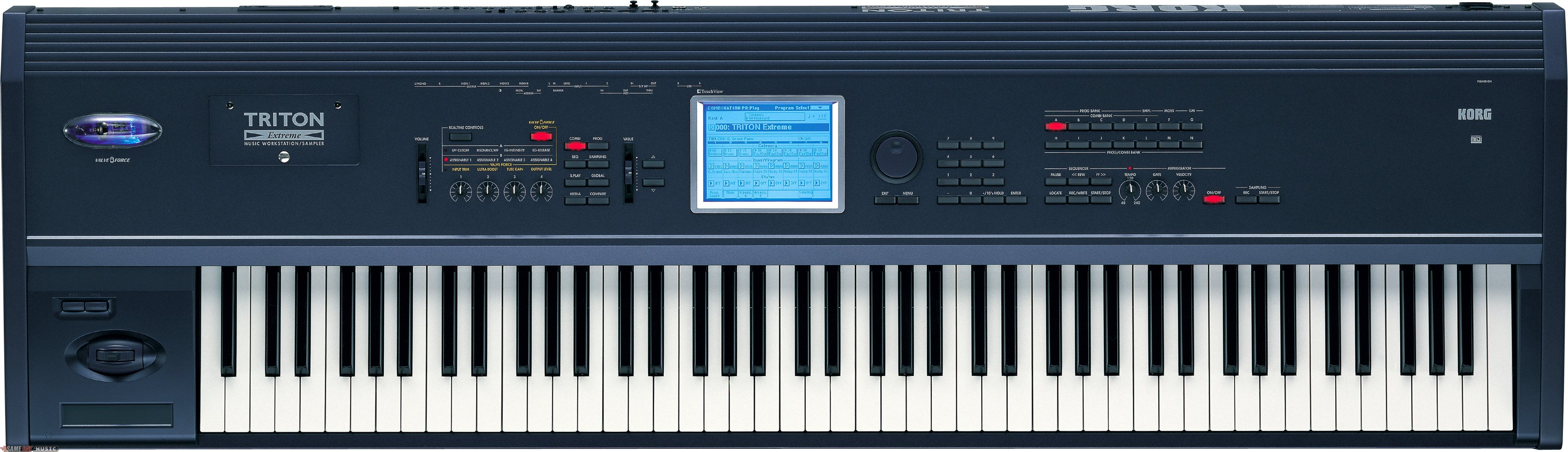
Korg Triton Extreme, 88-Tasten-Version